# Chorizo al sidro
Il chorizo al sidro (chorizo a la sidra) è una specialità della cucina asturiana, in cui i chorizo asturiani (una varietà di chorizo) vengono cotti nel sidro. Originario delle Asturie, il piatto si è diffuso nella cucina spagnola, e in particolare a Madrid, dove viene spesso servito come tapa in una pentola di terracotta, accompagnato da bevande tipiche come sidro, vino o birra.

## Preparazione
Il chorizo utilizzato nella preparazione del piatto è quello asturiano, che per sua natura è un chorizo affumicato. Di solito viene arrostito e poi tagliato a fette spesse mezzo centimetro, cuocendole nel sidro fino a quando non si ammorbidiscono leggermente. Dopo questa operazione, viene servito caldo su un piatto o, tradizionalmente, in una pentola di terracotta, con un brodo in cui si mescolano il grasso del chorizo e il sidro. Il condimento tipico sono le patate lesse, e le bevande che lo accompagnano sono il sidro stesso, la birra o il vino.